# 川在
川在（かわざい）は、千葉県市原市の三和地区にある大字。郵便番号は290-0213。

## 概要
市原市中央部の三和地区東部にある。谷のような地形となっていて、中央部には新堀川が流れる。住宅などはあまり見られず、わずかな平地は水田として利用されている。丘陵部は主に針葉樹林で覆われている。

## 地理
北から東は大桶、東は新巻及び宿、南は真ケ谷、西は奉免・妙香・櫃狭・松崎、西から北は磯ケ谷と接している。

## 世帯数と人口
2022年4月1日現在の世帯数と人口は以下の通りである。
| 町丁字 | 世帯数  | 人口  |
| ------ | ------- | ----- |
| 川在   | 108世帯 | 203人 |

## 通学区域
市立小学校・市立中学校及び県立高等学校の通学区域は以下の通りである。
| 町丁字 | 番地 | 小学校             | 中学校             | 高等学校 |
| ------ | ---- | ------------------ | ------------------ | -------- |
| 川在   | 全域 | 市原市立養老小学校 | 市原市立三和中学校 | 第9学区  |